# Alfateh Jadin
Alfateh Jadin (Kasala, 16 de agosto de 1994) es un futbolista sueco, nacionalizado sudanés, que juega en la demarcación de centrocampista para el Hay al-Arab Port Sudan de la División 2.

## Selección nacional
El 17 de noviembre de 2022 hizo su debut con la selección de fútbol de Sudán en un encuentro amistoso contra Ruanda que finalizó con un resultado de empate a cero.

## Clubes
| Club                   | País  | Año       | Partidos | Goles |
| ---------------------- | ----- | --------- | -------- | ----- |
| Hay al-Arab Port Sudan | Sudán | 2017-2020 |          |       |
| Al-Hilal SC            | Sudán | 2020-2021 |          |       |
| Hay al-Arab Port Sudan | Sudán | 2021-     |          |       |